# ムラサキウツボカズラ

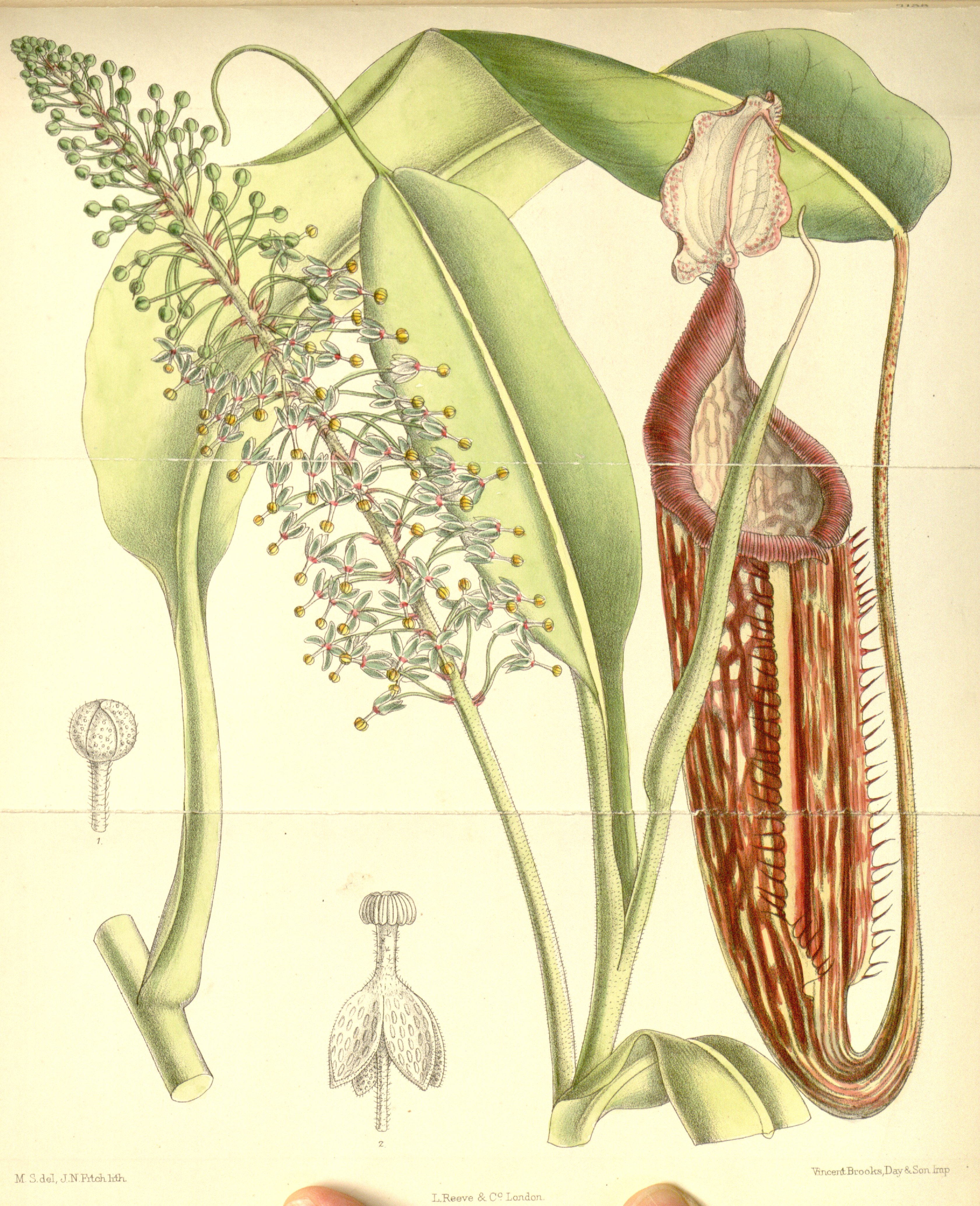
図版

ムラサキウツボカズラ（Nepenthes maxima） は、ウツボカズラ属の1種。細長い捕虫袋に紫の斑紋が入る。日本でも古くから栽培されている種である。

## 特徴
茎は蔓性で樹木などに絡まって伸び、50cm-3mになるが、時に10mにも達する。葉は長楕円形で長さ30cmほど、黄緑色でやや革質、裏面には毛がある。
捕虫袋は2形があり、大きさはいずれも長さ10-25cm、径3-5cm、下位の袋は円筒形で暗緑色、多数の紫色の斑紋を持つ。この時の葉は楕円形から倒卵円形で長さ15-18cm、幅5-7cm、葉柄は3-6cmで狭い翼があり、基部は茎を半分ほど抱える。袋は全体に楕円形だが中央部がやや太く、上部は円筒状。縦に縁飾りのある翼が2列ある。縁歯は平らで内側の縁が袋の内部に伸びる。
これに対して上位の袋は漏斗型で斑紋が出ない。この時の葉は楕円形から披針形で長さ15-30cm、幅2.5-7cm、葉柄は3-6cm、その基部は茎の半分かそれ以下を抱える。
蓋は狭い心臓形で、紅紫色の斑点が散らばる。また、下面の基部と、それに先端から小さな突起が出る。
学名の種小名は「最大の」と取れるが、本種は本属ではさほど大きい方ではない。なお、和名としては浅山他(1977)はベニジマウツボカズラという名を拾っている。

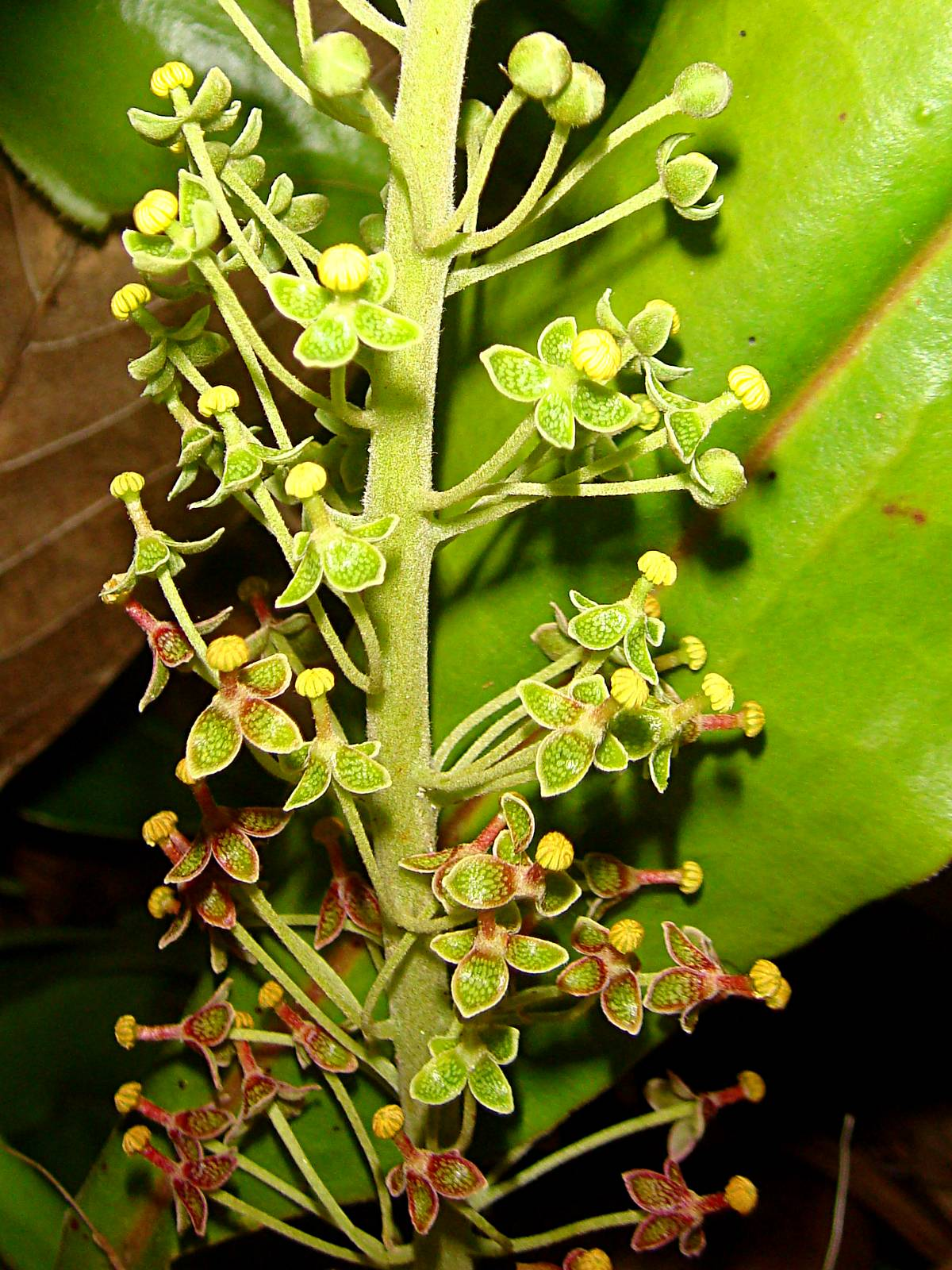
雄花序
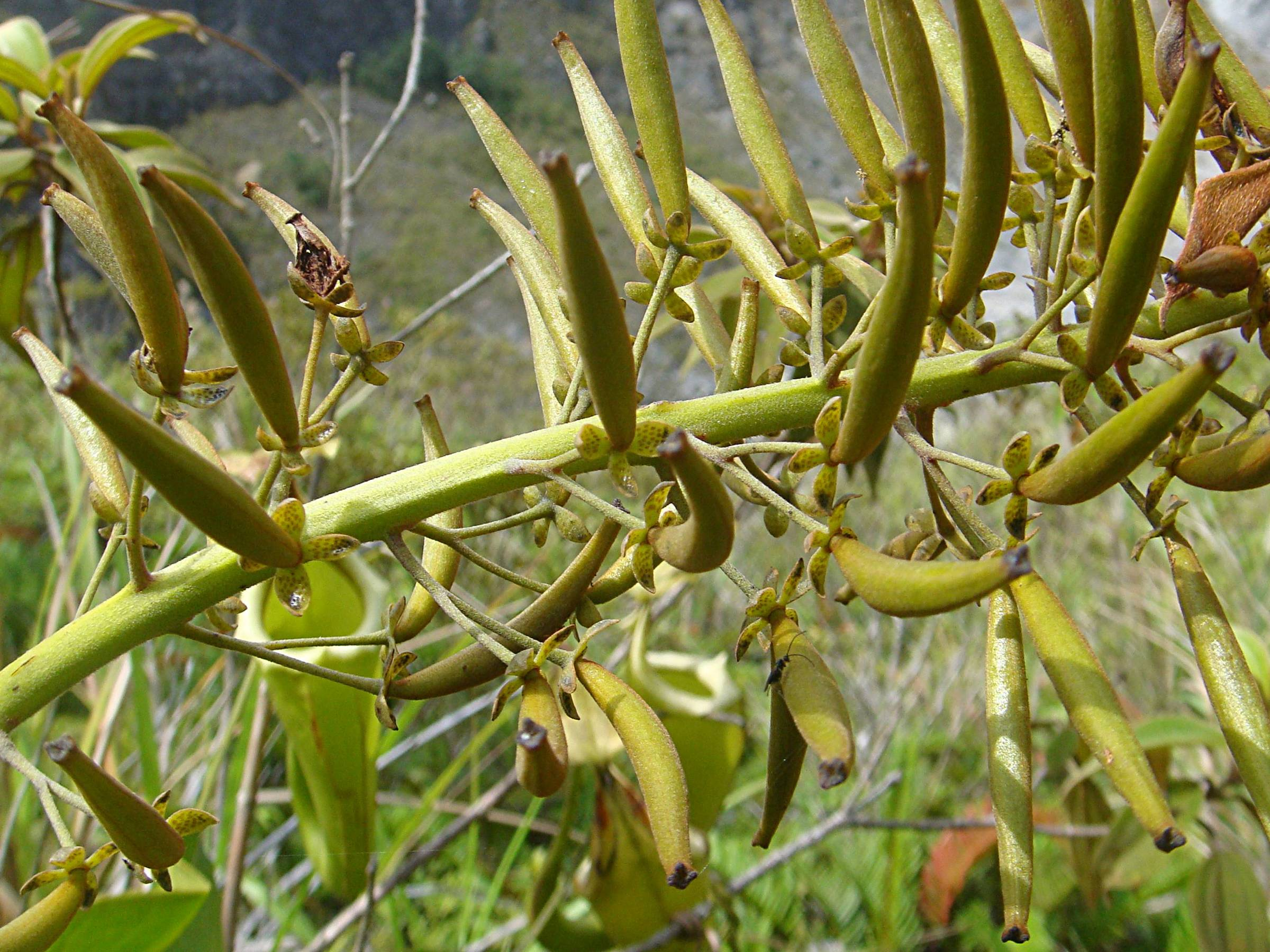
雌花序
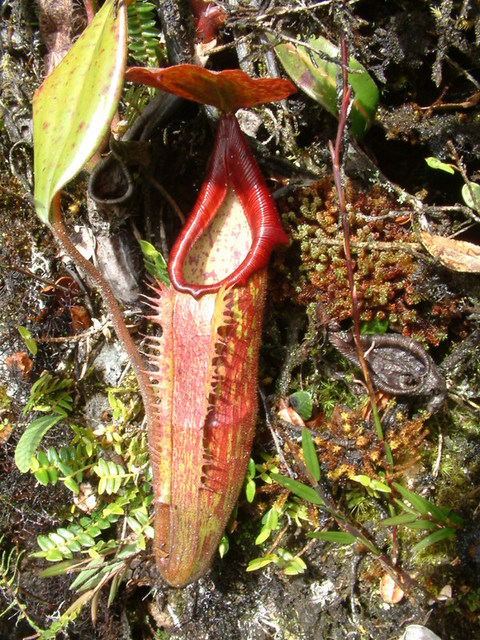
下位の捕虫袋

## 分布と生育環境
ボルネオ、セレベス、モルッカ島、ニューギニア北西部などに分布し、海抜1000-2000mの雲霧林帯に広く分布する。

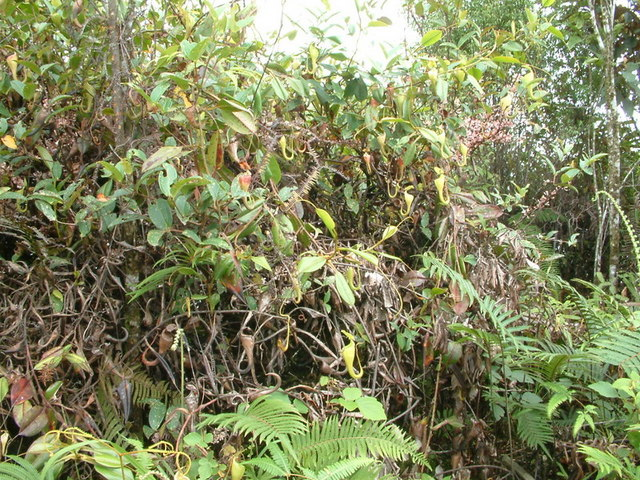
自生の状態
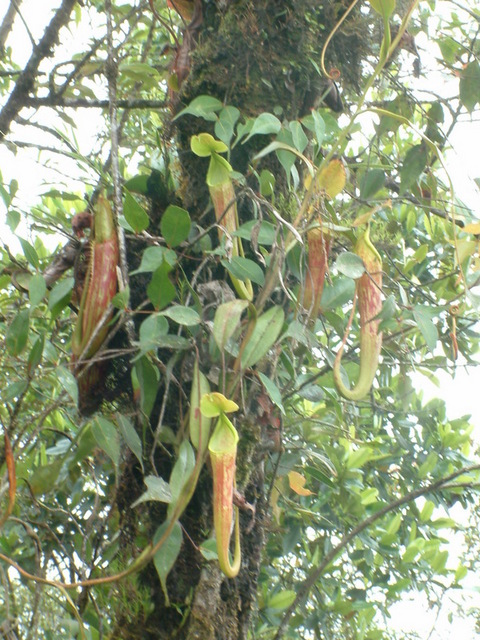
樹木に上っている様子
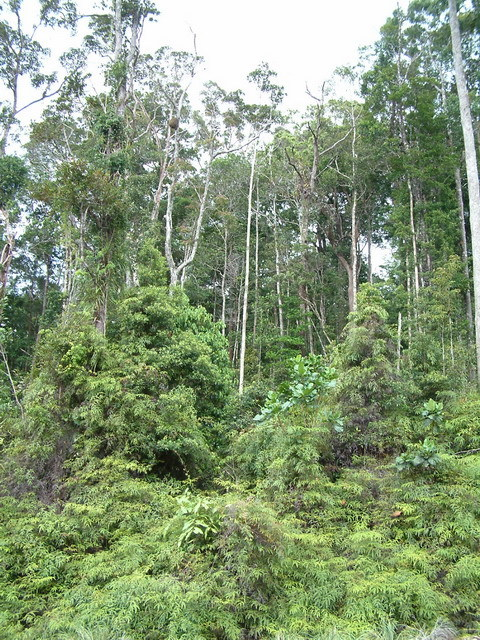
生育環境の例（ニューギニア）

## 利用
食虫植物として、観葉植物として栽培される。本属では古くから導入された種であり、日本でも戦前に持ち込まれている。ただし流通しているのは比較的低標高の地域のものであり、より標高の高い地域にはまだまだ魅力的な系統があり、導入が待たれている。
本種はまた本属の品種改良における交配親としても重要である。代表的なものとしてはノーシアナ N. northiana と本種の交配によるミクスタ N. ×mixta が上げられる。この品種は1893に発表されたもので、よく普及している優良品種である。またこの交配品種からは交配品種中で最大級の袋を付ける品種であるダイエリアナ 'Dyeriana' が作られている。